# Longevitate

Comparație între speranța de viață la naștere masculină și cea feminină pentru diferite țări și teritorii așa cum apare în publicația CIA Factbook 2011, cu bule etichetate. Linia verde punctată corespunde unei speranțe de viață egală pentru femei și bărbați. Volumele 3D ale bulelor sunt direct proporționale cu populația lor. (În fișierul SVG, plasați cursorul deasupra unei bule pentru a evidenția și a afișa datele acestuia.)

Cuvântul „longevitate” este folosit uneori ca sinonim pentru speranță de viață în demografie. Cu toate acestea, termenul de longevitate se referă uneori doar la o durată de viață peste limitele normale a membrilor unei populații, în timp ce speranța de viață este întotdeauna definită statistic ca numărul mediu de ani de viață rămași la o anumită vârstă. De exemplu, speranța de viață a populației la naștere este aceeași cu vârsta medie la moarte pentru toate persoanele născute în același an (în cazul cohortelor). Longevitatea este cel mai bine gândită ca un termen pentru publicul larg, ce semnifică „durata normală a vieții”, iar definițiile statistice specifice trebuie clarificate atunci când este necesar.
Reflecțiile asupra longevității au urmărit să descopere metode de extindere a vieții dincolo de duratele normale întâlnite în prezent. Longevitatea a reprezentat un subiect de interes nu numai pentru comunitatea științifică, ci și pentru autorii romanelor fantastice, științifico-fantastice și utopice.
Există numeroase dificultăți în validarea celei mai lungi durate de viață a omului după standardele moderne de verificare, datorită unor înregistrări ale nașterii inexacte sau incomplete. În ficțiune, legende și folclor au fost vehiculate durate de viață mult mai lungi decât cele verificate după standardele moderne, iar în prezent există mituri ale longevității care nu au fost confirmate vorbesc frecvent despre existența lor în prezent.

## Speranța de viață în 2010
Mai mulți factori influențează longevitatea unui individ. Printre cei mai semnificativi factori pot fi menționați genul, genetica, accesul la îngrijiri medicale, igiena, dieta și nutriția, practicarea exercițiilor fizice, stilul de viață și rata infracționalității. Mai jos este o listă a speranței de viață în diferite tipuri de țări:
- Țări dezvoltate: 77-90 de ani (de ex. Canada: 81,29 ani, est. 2010)
- Țări în curs de dezvoltare: 32-80 de ani (de ex. Mozambic: 41,37 ani, est. 2010)

Longevitatea populației crește pe măsura creșterii speranței de viață în întreaga lume:
- Australia: 80 de ani în 2002, 81,72 ani în 2010
- Franța: 79,05 ani în 2002, 81,09 ani în 2010
- Germania: 77,78 ani în 2002, 79,41 ani în 2010
- Italia: 79,25 ani în 2002, 80,33 ani în 2010
- Japonia: 81,56 ani în 2002, 82,84 ani în 2010
- Monaco: 79,12 ani în 2002, 79,73 ani în 2011
- Spania: 79.06 ani în 2002, 81.07 ani în 2010
- Marea Britanie: 80 de ani în 2002, 81,73 ani în 2010
- SUA: 77,4 ani în 2002, 78,24 ani în 2010

## Persoane cu durată lungă de viață
Gerontology Research Group validează recordurile actuale de longevitate potrivit standardelor moderne și alcătuiește și actualizează o listă a supercentenarilor; există, de asemenea, mai multe persoane care susțin că au atins vârste înaintate, dar cărora nu le-a putut fi validată longevitatea. Printre persoanele incluse în această evidență se numără:
- Eilif Philipsen (1682-1785, 102 ani și 333 zile): prima persoană care a împlinit vârsta de 100, 101 și 102 de ani (pe 21 iulie 1782) și a cărei vârstă a putut fi validată.
- Geert Adriaans Boomgaard (1788-1899, 110 ani și 135 zile): prima persoană care a atins vârsta de 110 de ani (pe 21 septembrie 1898) și a cărei vârstă a putut fi validată
- Margaret Ann Neve (18 mai 1792 - 4 aprilie 1903, 110 de ani și 346 de zile): primul supercentenar feminin validat (pe 18 mai 1902)
- Jeanne Calment (1875-1997, 122 ani și 164 zile): cea mai bătrână persoană din istorie a cărei vârstă a fost verificată prin intermediul documentației moderne. Aceasta definește durata vieții omenești, care este stabilită după cel mai bătrân individ care a trăit vreodată.
- Sarah Knauss (1880-1999, 119 ani și 97 zile): a doua cea mai bătrână persoană din epoca modernă și cel mai bătrân cetățean american.
- Jiroemon Kimura (1897-2013, 116 ani și 54 zile): cel mai bătrân bărbat a cărui vârstă a fost verificată prin intermediul documentației moderne.

## Schimbări în cursul timpului
În epoca preindustrială decesele la o vârsta tânără și medie erau mai frecvente decât în prezent. Acest lucru nu se datora factorilor genetici, ci în special factorilor de mediu precum bolile, accidentele și malnutriția, mai ales că medicamentele pentru tratarea unor boli au fost descoperite abia în secolul al XX-lea. Decesele în timpul nașterii erau obișnuite în cazul femeilor, iar mulți copii nu depășeau vârsta copilăriei. În plus, se întâmpla deseori ca majoritatea persoanelor care atingeau vârste înaintate să moară rapid din cauza problemelor de sănătate netratabile menționate mai sus. Cu toate acestea, au existat până în secolul al XX-lea numeroși indivizi care au atins vârsta de 85 ani sau chiar mai mare, inclusiv Benjamin Franklin, Thomas Jefferson, John Adams, Cato cel Bătrân, Thomas Hobbes, Eric de Pomerania, Christopher Polhem și Michelangelo. Acest lucru era valabil și pentru oamenii mai săraci, cum ar fi țăranii sau muncitorii. Genealogiștii au descoperit strămoși care au trăit peste 70, 80 sau 90 de ani cu câteva sute de ani în urmă.
De exemplu, un recensământ din 1871 din Marea Britanie (primul de acest fel, dar date personale de la alte recensăminte datează din 1841 și date numerice din 1801) a evidențiat că speranța medie de viață a bărbaților era de 44 de ani, dar dacă se scade numărul copiilor de sex masculin morți la naștere rezultă că bărbații trăiau în medie până la vârsta de 75 de ani. Speranța actuală de viață în Marea Britanie este de 77 de ani pentru bărbați și de 81 de ani pentru femei, în timp ce în Statele Unite ale Americii este de 74 de ani pentru bărbați și de 80 de ani pentru femei.
Studiile au arătat că bărbații afro-americani aveau cea mai scurtă durată de viață dintre toate grupurile de oameni din SUA, trăind în medie numai 69 de ani (femeile asiatico-americane au cea mai lungă medie). Această situație evidențiază o stare generală de sănătate mai slabă și o prevalență mai mare a bolilor de inimă, a obezității, a diabetului zaharat și a cancerului în rândul bărbaților afro-americani.
Femeile supraviețuiesc în general bărbaților. Longevitatea femeilor poate fi explicată prin faptul că au corpuri mai mici (și, prin urmare, mai puțin stres cardiac), un sistem imunitar mai puternic (deoarece testosteronul acționează ca un imunosupresor) și o înclinație mai mică de a se angaja în activități fizice periculoase.

## Miturile longevității
Miturile longevității sunt o serie de tradiții orale referitoare la persoane cu o viață îndelungată (în general supercentenari), atât indivizi, cât și grupuri de oameni, și la practicile despre care se crede că conferă longevitate, dar pentru care nu există dovezi științifice. Comparația și contrastul între „longevitatea din antichitate” (evidențiată în Lista regilor sumerieni, în genealogiile biblice din Geneza și în poemul persan Shahnameh) și „longevitatea din epoca modernă” (cazuri prezentate în rapoartele de știri din secolul al XX-lea) este prezentată în detaliu în cartea Forever Young: A Cultural History of Longevity from Antiquity to the Present (2004) a lui Lucian Boia și în alte surse.
După moartea lui Juan Ponce de León, Gonzalo Fernández de Oviedo și Valdés a scris în Historia General y Natural de las Indias (1535) că Ponce de León căuta apele din Bimini pentru a-și vindeca îmbătrânirea. Printre practicile tradiționale despre care se credea că influențează creșterea longevității umane era și alchimia, cum a fost cazul pretinsei longevități a lui Nicolas Flamel. În epoca modernă, dieta Okinawa are o oarecare reputație în ceea ce privește atingerea unor vârste îndelungate.

## Legături externe
- American Federation for Aging Research
- The Okinawa Centenarian Study
- List of Longevity Genes
- Global Agewatch Arhivat în 3 octombrie 2014, la Wayback Machine.'s country report cards have the most up-to-date, internationally comparable statistics on population ageing and life expectancy from 195 countries.
- Buettner, Dan (mai 2015). Want Great Longevity and Health? It Takes a Village. „The secrets of the world’s longest-lived people include community, family, exercise and plenty of beans.” The Wall Street Journal